# Michael Fay
Michael Fay (ur. 1949) – nowozelandzki handlowiec i bankier.

## Życiorys
Michael Fay uczęszczał do St. Peter’s College w Auckland, St. Patrick’s College w Silverstream (Upper Hutt), a następnie studiował na Uniwersytecie Wiktorii w Wellington.
Biznesmen jest między innymi właścicielem wyspy Great Mercury w archipelagu Mercury.